# テオドール・ヴィッシュ
テオドール・ヴィッシュ（ドイツ語: Theodor Wisch、1907年12月13日‐1995年1月11日）は、ナチス・ドイツの武装親衛隊の将軍。 階級は親衛隊少将及び武装親衛隊少将（SS-Brigadeführer und Generalmajor der Waffen-SS）。

## 略歴
ヴェッセルブレナーコーク（Wesselburenerkoog）の農家の出身。1930年に親衛隊（SS）に入隊（隊員番号4,759）。ポーランド侵攻の際には親衛隊大尉となり、親衛隊特務部隊の歩兵連隊「LSSAH」に属していた。1940年1月30日に親衛隊少佐となり、LSSAHに属する大隊の指揮官となり、西方戦やバルカン戦線 (第二次世界大戦)を戦った。その後、LSSAHとともに1941年6月から始まった独ソ戦に転じ、1941年9月に騎士鉄十字章を受章。1942年秋に「LSSAH」師団の第2装甲擲弾兵連隊の指揮官となる。1943年1月30日に親衛隊大佐に昇進した。第三次ハリコフ攻防戦における勇戦が認められ、1943年2月25日にドイツ十字章金章を受章した。1943年4月7日に「LSSAH」師団長に就任し、7月1日には親衛隊上級大佐に昇進した。LSSAH師団は激しい損害を被りながらも多数の作戦に従事した。特にチェルカースィポケットに閉じ込められたドイツ軍5万人の救出に大きな功績を残した。1944年2月12日に親衛隊少将及び武装親衛隊少将に昇進するとともに騎士鉄十字章柏葉章を受章。1944年6月からノルマンディー上陸作戦で乗り込んできたアメリカ軍とイギリス軍と戦った。しかし手痛い打撃を受け、ヴィッシュも両足を失う激しい負傷を負った。そのため1944年8月からヴィルヘルム・モーンケ将軍が師団長に代えられた。ヴィッシュは8月末に騎士鉄十字章剣章を受けた。その後ドイツの敗戦まで病院にあった。イギリス軍の捕虜となり、1948年に釈放された。1990年には自叙伝「Zwölf Jahre 1. Kompanie Leibstandarte SS Adolf Hitler. Ein Buch der Kameradschaft Oldendorf」を著した。

## 受章
- 1938年3月13日記念メダル
- 1938年10月1日記念メダル „プラハ城”略章付き
- 親衛隊勤続章（SS-Dienstauszeichnung）
- 国家スポーツ勲章銅賞（Reichssportabzeichen）
- 親衛隊全国指導者名誉長剣
- 親衛隊名誉リング
- 1939年版鉄十字章
  - 二級 - 1939年9月24日受章[1]
  - 一級 - 1939年11月8日受章[1]
- 東部戦線従軍記章
- 1939年版戦傷章
  - 黒章
  - 銀章[2]
- 柏葉・剣付騎士鉄十字章[3]
  - 騎士鉄十字章 - SS自動車化師団 LSSAH第II大隊指揮官、親衛隊少佐として1941年9月15日受章[4][5]
  - 柏葉章 - SS第1装甲師団LSSAH司令官、親衛隊少将として1944年2月12日受章、393人目の受章者[4][6]
  - 剣章 - SS第1装甲師団LSSAH司令官、親衛隊少将として1944年8月30日受章、94人目の受章者[4][7]
- ドイツ十字章金章 - SS装甲擲弾兵師団 ライプシュタンダーテ SS アドルフ・ヒトラー、第2装甲擲弾兵連隊の親衛隊大佐として1943年2月25日受章[3][8]
- ルーマニア王国 王冠勲章（英語版）
- 歩兵突撃章銀章[2]
- 国防軍軍報（英語版）における言及 (1943年12月31日)

### 国防軍軍報からの引用
| 日付           | オリジナルの原稿 | 和訳 (英訳からの転訳) |
| -------------- | --- | --- |
| 1943年12月31日 | Bei den schweren Abwehrkämpfen im Raum von Shitomir zeichnete sich die SS-Panzerdivision "Leibstandarte SS Adolf Hitler" unter Führung des SS-Oberführers Wisch durch vorbildlichen Kampfgeist besonders aus. | ジトーミル付近の防衛戦において、ヴィッシュ親衛隊上級大佐の率いるSS装甲師団 ライプシュタンダーテ SS アドルフ・ヒトラーはその模範的な敢闘精神によりとりわけ傑出したものを見せた。 |